# Lynet (rutsjebane)
 For alternative betydninger, se Lynet. (Se også artikler, som begynder med Lynet)
Lynet er en rutsjebane i den danske forlystelsespark Fårup Sommerland, der blev bygget i 2008. Modellen er en Eurofighter lavet af Gerstlauer med en acceleration der går fra 0 til 80 km/t. på 2 sekunder. Det gør Lynet til den hurtigst accelererende rutsjebane i Danmark.[kilde mangler]
Vennekredsen til det tyske magasin for forlystelsesparker, Kirmes, har stemt FårupLynet til at være én af de 3 bedste nyheder i Europa i 2008[kilde mangler] og i 2010 kårede DR Ramasjang Live Lynet til Danmarks bedste rutsjebane.[kilde mangler]

## Tekniske data
- Banens længde: 540 m
- Banens højeste punkt: 20 m
- Antal vogne: 4
- Personer pr. vogn: 6
- Kapacitet: 960 personer/time
- Hastighed: 80 km/t
- G-påvirkning v/accelerationen: 4,5G
- Accelerationstid: 2 sekunder
- Accelerationslængde: 30 m
- Hestekræfter: 1020 HK

57°16′10″N 9°39′02″Ø / 57.26931°N 9.65042°Ø